# Sawdust
«Sawdust» (en español «Aserrín») es un álbum de lados B, rarezas, remixes y versiones (o «covers») de la banda de rock originaria de Las Vegas, The Killers. El álbum fue lanzado en varios mercados el 9 de noviembre de 2007 y en Estados Unidos el 13 de noviembre del mismo año. El álbum fue mencionado por primera vez por Brandon Flowers, vocalista de la banda, en una entrevista con Billboard a finales de agosto de 2007 y la revista Rolling Stone dio a conocer el nombre del recopilatorio en su «Smoking Section» el 6 de septiembre del mismo año.

## Antecedentes
«Sawdust» está inspirado por colecciones de lados B como los de Oasis («The Masterplan»), The Smiths («Hatful of Hollow»), The Smashing Pumpkins («Pisces Iscariot») y Nirvana («Incesticide»). El diseño del CD es un árbol con corte transversal

## Respuesta
El álbum debutó en el puesto número 12 en la lista estadounidense Billboard 200, vendiendo alrededor de 82.000 copias en su primera semana. También alcanzó el puesto número 2 en iTunes, por debajo del álbum «As I Am» de Alicia Keys. Hasta la fecha se han vendido alrededor de un millón de copias alrededor de todo el mundo. Las ventas estadounidenses superan las 400.000 copias. «Sawdust» además ha vendido más de 350.000 copias en el Reino Unido y ha sido certificado con disco de platino. En Irlanda fue certificado como disco de platino por la venta de 15.000 copias.
En 2009, «All The Pretty Faces» apareció como una canción jugable en el videojuego Guitar Hero 5.

## Lista de canciones
| #   | Título                                                                                                 | Información sobre la canción | Compositor(es)                                         | Productor(es)                      | Duración |
| --- | --- | --- | ------------------------------------------------------ | ---------------------------------- | -------- |
| 1.  | «Tranquilize»                                                                                          | Canción no publicada de las sesiones de «Sam's Town» regrabada con Lou Reed | Brandon Flowers                                        | Flood, Alan Moulder, The Killers   | 3:45     |
| 2.  | «Shadowplay»                                                                                           | Canción versionada de Joy Division de la banda sonora de «Control» | Ian Curtis, Bernard Sumner, Peter Hook, Stephen Morris | The Killers                        | 4:07     |
| 3.  | «All the Pretty Faces»                                                                                 | Lado B del sencillo «When You Were Young». Bonus track más comprado de «Sam's Town» | Flowers, Dave Keuning, Mark Stoermer                   | Flood, Moulder, The Killers        | 4:46     |
| 4.  | «Leave the Bourbon on the Shelf»                                                                       | Canción no publicada de las sesiones de «Hot Fuss» | Flowers                                                | Stuart Price, The Killers          | 3:39     |
| 5.  | «Sweet Talk»                                                                                           | Canción no publicada de las sesiones de «Sam's Town» | Flowers, Keuning, Stoermer, Ronnie Vannucci            | Price, Moulder, Flood, The Killers | 4:19     |
| 6.  | «Under the Gun»                                                                                        | Nueva grabación del lado B del sencillo «Somebody Told Me» que también pertenece a la edición limitada estadounidense de «Hot Fuss»                                                                                           | Flowers, Keuning                                       | Jeff Saltzman, The Killers         | 2:34     |
| 7.  | «Where the White Boys Dance»                                                                           | De la edición australiana e inglesa de «Sam's Town» que también pertenece al lado B del sencillo «When You Were Young» | Flowers                                                | Flood, Moulder, The Killers        | 3:26     |
| 8.  | «Show You How»                                                                                         | Versión extendida del lado B del sencillo «Somebody Told Me» | Flowers                                                | Saltzman, The Killers              | 2:46     |
| 9.  | «Move Away»                                                                                            | En las primeras ediciones del álbum contenía la maqueta (o «demo») de la canción correspondiente a la banda sonora de Spider-Man 3. En las posteriores ediciones, contiene la versión escuchada en Spider-Man y no la maqueta | Flowers, Keuning, Stoermer                             | Flood, Moulder, The Killers        | 3:50     |
| 10. | «Glamorous Indie Rock & Roll»                                                                          | Nueva grabación de la canción de «Hot Fuss» versión australiana e inglesa y de la edición limitada del álbum. Las voces del coro son las originales de la versión de 2004                                                     | Flowers, Keuning, Stoermer, Vannucci                   | Saltzman, The Killers              | 4:17     |
| 11. | «Who Let You Go?»                                                                                      | Nueva grabación del lado B del sencillo «Mr. Brightside» | Flowers                                                | Saltzman, The Killers              | 3:43     |
| 12. | «The Ballad of Michael Valentine»                                                                      | Lado B del sencillo «Somebody Told Me» que también aparece en la versión estadounidense limitada de «Hot Fuss». | Flowers, Keuning                                       | Saltzman, The Killers              | 3:50     |
| 13. | «Ruby, Don't Take Your Love to Town»                                                                   | Canción versionada de Mel Tillis perteneciente al lado B del sencillo «Smile Like You Mean It» | Mel Tillis                                             | The Killers                        | 3:05     |
| 14. | «Daddy's Eyes»                                                                                         | Lado B del sencillo «Bones». Bonus track más comprado de «Sam's Town» | Flowers                                                | Flood, Moulder, The Killers        | 4:15     |
| 15. | «Sam's Town (Abbey Road Version)»                                                                      | Lado B del sencillo «For Reasons Unknown» | Flowers                                                | The Killers                        | 3:45     |
| 16. | «Romeo and Juliet»                                                                                     | Canción versionada de Dire Straits grabada para Abbey Road perteneciente al lado B del sencillo «For Reasons Unknown» | Mark Knopfler                                          | The Killers                        | 5:28     |
| 17. | «Mr. Brightside (Jacques Lu Cont's Thin White Duke Remix)»/«Questions with the Captain» (pista oculta) | Lado B del sencillo «Mr. Brightside» | Flowers, Keuning                                       | Stuart Price                       | 10:35    |

### Bonus tracks
| «Change Your Mind»                       | De la edición estadounidense de «Hot Fuss» (Bonus track en Australia, Nueva Zelanda, Irlanda y Reino Unido) | 3:11 |
| «Read My Mind (Gabriel & Dresden Remix)» | Lado B del sencillo «Read my Mind» (Bonus track disponible durante la preorden en iTunes Estados Unidos)    | 8:50 |

## Posicionamientos en listas
| Lista                        | Mejor posición |
| ---------------------------- | -------------- |
| Albums Chart alemán          | 53             |
| Albums Chart australiano     | 6              |
| Albums Chart austriaco       | 35             |
| Albums Chart británico       | 7              |
| Albums Chart francés         | 93             |
| Albums Chart irlandés        | 13             |
| Albums Chart neozelandés     | 18             |
| Albums Chart noruego         | 29             |
| Albums Chart suizo           | 33             |
| Billboard 200 estadounidense | 12             |

| Región      | Organismo certificador | Certificación | Ventas   |
| ----------- | ---------------------- | ------------- | -------- |
| Australia   | ARIA                   | Oro           | +35 000  |
| Irlanda     | IRMA                   | Platino       | +15 000  |
| Reino Unido | BPI                    | Platino       | +300 000 |

## Premios
| Año  | Ceremonia             | Premio                          | Resultado |
| ---- | --------------------- | ------------------------------- | --------- |
| 2008 | Shockwaves NME Awards | Mejor carátula                  | Nominado  |
| 2008 | NME Awards            | Álbum indie/alternativo del año | Nominado  |